# Merczel Mihály
Merczel Mihály (Ecser, 1944. szeptember 10. –) bajnoki bronzérmes magyar labdarúgó, csatár.

## Pályafutása
1966 és 1968 között a Győri Vasas ETO labdarúgója volt. Az élvonalban 1967. szeptember 17-én mutatkozott be a Haladás ellen, ahol  2–2-es döntetlen született. Tagja volt az 1967-es idényben bronzérmes csapatnak. 1969 és 1971 között a Komlói Bányász játékosa volt. Az élvonalban 36 mérkőzésen szerepelt és 10 gólt szerzett.

## Sikerei, díjai
- Magyar bajnokság
  - 3.: 1967